# Сивухин, Лев Константинович
Лев Константи́нович Сиву́хин (9 мая 1935, Горький — 11 декабря 2001, там же) — российский хоровой дирижёр, Народный артист РСФСР (1 октября 1985), заслуженный деятель искусств РСФСР (3 сентября 1976), Почётный гражданин Нижнего Новгорода.

## Биография
В 1942 году поступил в первый класс общеобразовательной школы № 14 имени Короленко, одновременно учился в хоровой капелле мальчиков. В 1950 году Сивухин сдал экзамены и был принят в музыкальное училище. Будучи студентом училища, в 1952 году начал трудовую деятельность хормейстером, а затем художественным руководителем хоровой капеллы мальчиков.
В 1959 году Лев Сивухин окончил Горьковскую консерваторию. С 1962 году сочетал работу в капелле с преподавательской деятельностью в Горьковской консерватории. В 1989 году Л. К. Сивухину было присвоено звание профессора, в 1994—1996 годах он занимал должность ректора.
В 1973 году Лев Константинович организовал камерный хор «Нижний Новгород», который в 1997 году получил статус муниципального. Сивухин был одним из руководителей Всероссийской творческой лаборатории хормейстеров при Министерстве культуры России (с 1991 года), главным дирижёром объединённого хора международного конкурса «Мужское братство» и сводного хора Всероссийского конкурса «Поющая Россия».
Сивухин — лауреат международных конкурсов в Эстонии (1988 год), Югославии (1992), Польше (1992 и 1993), Болгарии (1983), Италии (1990). С капеллой мальчиков Лев Константинович принимал участие в гастролях и фестивалях в России, странах СНГ и за рубежом (Германия (1991), Франция (1992 и 1995), Испания (1998), США (2001)).
За заслуги в области музыкального искусства Л. К. Сивухину 3 сентября 1976 было присвоено звание заслуженного деятеля искусств РСФСР, а 1 октября 1985 — народного артиста РСФСР. В 1993 году награждён премией города Нижнего Новгорода, в 1998 году удостоен звания «Почётный гражданин города Нижнего Новгорода», в 1999 году стал кавалером ордена Почёта.
Лев Сивухин похоронен на нижегородском кладбище «Марьина роща».

## Сочинения
- Для смешанного хора:
  - цикл «Покуда кровь моя бурлит»
  - Лирическое концертино для хора с инструментальным ансамблем
  - хоры «Поклон», «Дети войны»
  - песни «Осиновые осени России», «Полечите меня, берёзки», «Пришла пора», «Разменяла золото на медь» и др.
  - хоровые обработки русских народных песен; переложения для хора произведений М. Мусоргского «Весёлый час» и «Сиротка».
- Для детского хора:
  - кантаты «Боевое задание», «Родина»
  - циклы для детей младшего школьного возраста «Деревья», «Летний ливень»
  - хоры и хоровые песни «Дождик», «Плим», «Летний ливень», «Тёплой ночи», «Сонный слон», «Читаем книгу про войну», «Добрые сны», «Котёнок», «Космонавты», «Ты расскажи нам, юнга», «Сто друзей у песенки».

## Увековечение памяти о Сивухине

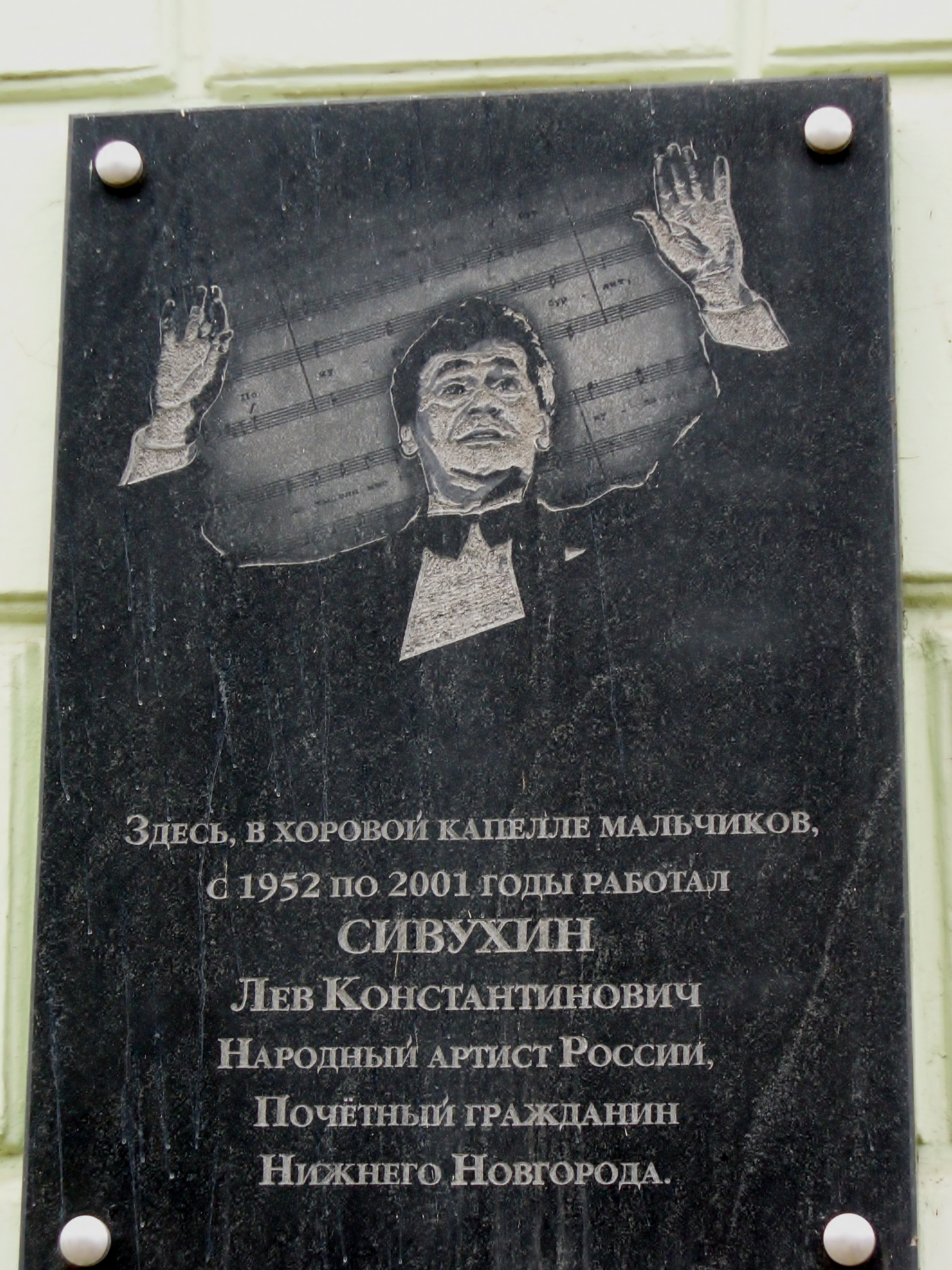
Мемориальная доска Льву Сивухину

- В 2003 году в Нижнем Новгороде, на доме № 29 по ул. Большая Покровская установлена мемориальная доска в честь Л. К. Сивухина.
- С 2005 года раз в три года в Нижнем Новгороде проводится Всероссийский хоровой фестиваль имени Сивухина.
- Имя Сивухина присвоено Нижегородскому хоровому колледжу.